# إيكولوجيا الطريق

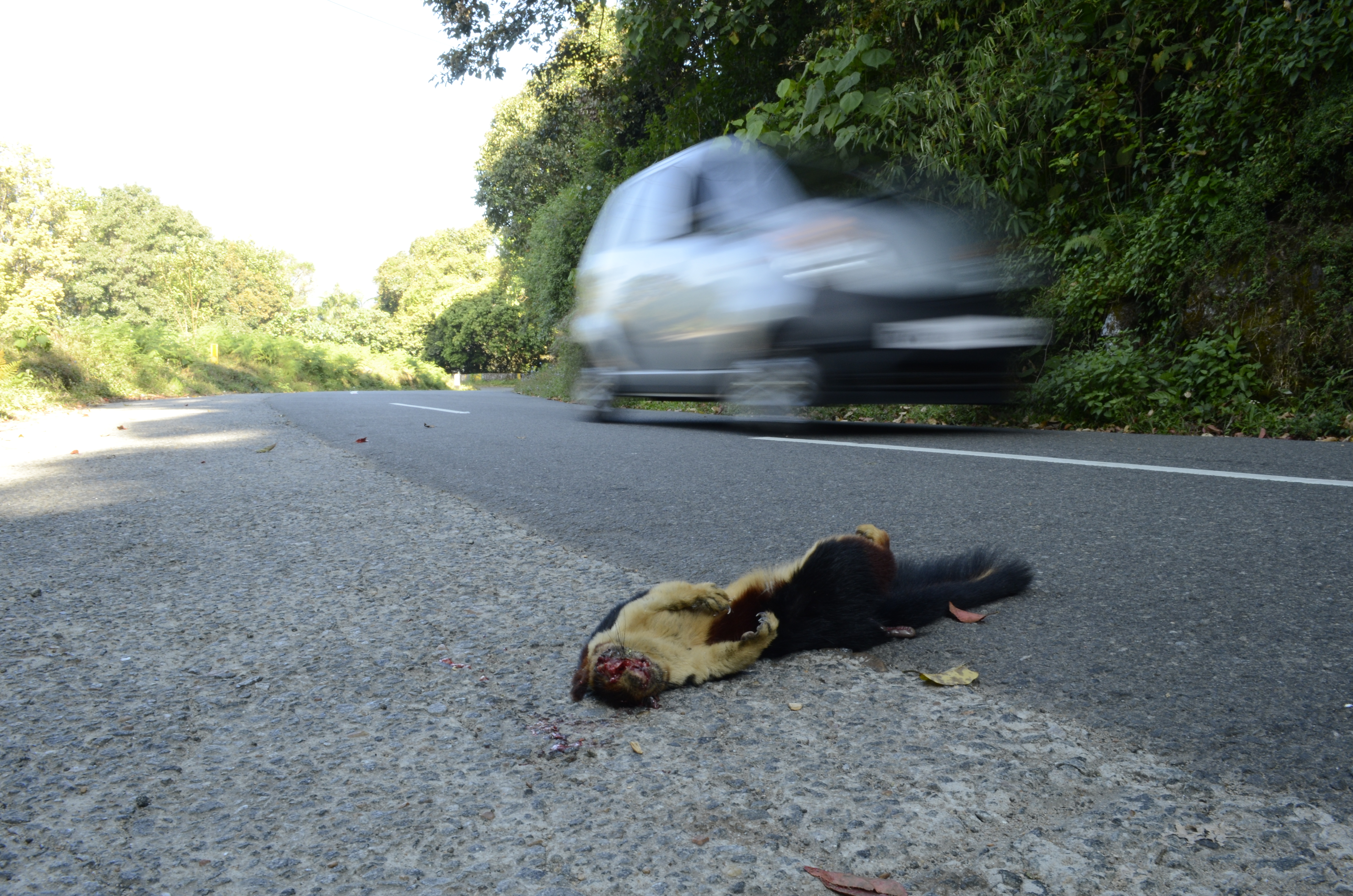
السنجاب العملاق الهندي سنجاب مالابار مقتول على الطريق في تلال أنيمالاي

إيكولوجيا الطريق هو دراسة التأثيرات البيئية (الإيجابية والسلبية) للطرق والطرق السريعة (الطرق العامة)، قد تتضمن هذه التأثيرات: التأثيرات المحلية مثل الضوضاء وتلوث المياه وتدمير/اضطراب البيئة وجودة الهواء المحلي، بالإضافة إلى تأثيرات أوسع مثل تجزّؤ الموطن وتراجع النظام البيئي وتغير المناخ من انبعاثات المركبات.
يمكن لتصميم الطرق من بنائها وإدارتها وركن السيارات والتسهيلات المماثلة الأخرى بالإضافة إلى تصميم وتنظيم المركبات، أن يغيّر من تأثيراتها. من المعلوم تسبّب الطرق ضررًا بالغًا بالغابات والبراري والجداول المائية والمناطق الرطبة. بعيدًا عن الخسارة المباشرة للموطن بسبب إنشاء الطرق وحالات القتل على الطرقات لأنواع الحيوانات، تستبدل الطرق أنماط تدفق المياه وتزيد التلوث الضوضائي وتلوث المياه والهواء وتخلق اضطرابًا يحوّل تكوين الأنواع للنباتات المجاورة وبالتالي تختصر الموطن للحيوانات الأصلية المحلية، وتشكل حواجزًا لحركة الحيوانات. تعد الطرق شكلًا من أشكال إقحام البنية التحتية الخطية التي لها بعض التأثيرات المشابهة للبنى الأساسية مثل سكك الحديد وخطوط الطاقة والقنوات بشكل خاص في الغابات الاستوائية. 
تُمارس مجموعة متنوعة من علماء البيئة وعلماء الأحياء وعلماء المياه والمهندسين وغيرهم من العلماء، إيكولوجيا الطرق كمجال بحث. توجد العديد من المراكز العالمية لدراسة علم البيئة للطرق:
- مركز إيكولوجيا الطرق في جامعة كاليفورنيا، ديفيس، والذي كان الأول من نوعه في العالم[3]
- المركز البرازيلي لدراسات إيكولوجيا الطرق في جامعة لافراس الفيدرالية بالبرازيل[4]
- مركز النقل والبيئة في جامعة ولاية كارولاينا الشمالية[5]
- برنامج علم إيكولوجيا الطرق في معهد النقل الغربي، جامعة ولاية مونتانا.[6]

هناك أيضًا العديد من المؤتمرات العالمية المهمة فيما يخص بحوث إيكولوجيا الطرق:
- شبكة إنفرا إيكو نيتورك يوروب، وهي شبكة دولية لكنها تركّز بشكل أساسي على أوروبا[7]
- المؤتمر الدولي حول البيئة والنقل (ICOET) وهو أيضًا مؤتمر عالمي في نطاقه إلا أنه يركز بشكل أساسي على الولايات المتحدة الأمريكية
- الشبكة الأسترالية للبيئة والنقل (ANET) والتي تركز على (شبه) القارة الأسترالية[8]
- مؤتمر محتمل في إيكولوجيا الطرق في جنوب إفريقيا، سوف يُعنى بالحياة البرية المهددة بالانقراض.[9]

## جودة الهواء
للطرق تأثيرات إيجابية وسلبية على جودة الهواء

### التأثيرات السلبية
يمكن لتلوث الهواء الناجم عن المركبات التي تعمل على الوقود الأحفوري (وبعض الوقود الحيوي) أن تحدث عندما تستخدم المركبات التي تشكل مصدر قلق خاص في ظروف شوارع المدينة المزدحمة وغيرها من ظروف السرعة المنخفضة. تتضمن الانبعاثات، انبعاثات الجسيمات المعلقة من محركات الديزل وNOx والمركبات العضوية المتطايرة وأحادي أكسيد الكربون والعديد من ملوثات الهواء الخطرة بما في ذلك البنزين.
تكون تراكيز ملوثات الهواء والتأثيرات التنفسية الضارة في المنطقة بجانب الطريق أكبر من المناطق التي تبعد مسافة عنه. قد يثير غبار الطريق الذي تنفضه المركبات تفاعلات تحسسية. لا يعد ثنائي أكسيد الكربون سامًا للبشر إلا أنه غاز دفيء أساسي، أيضًا فانبعاثات السيارات مساهم مهم في تفاقم تراكيز ثنائي أكسيد الكربون في الجو وبالتالي تساهم في الاحتباس الحراري.

### التأثيرات الإيجابية
يمكن لبناء الطرق الجديدة التي تحرف المرور من المناطق المبنية أن يوفّر تحسنًا في جودة الهواء في المناطق التي خفف فيها المرور بشكل بارز. قدّرت دراسة تقييم الأثر البيئي والاجتماعي التي أجريت لتطوير طريق تيرانا الدائري الخارجي، قدرت أنه سوف يؤدّي إلى تحسن في جودة الهواء وسط مدينة تيرانا.

## الضوضاء
سيُولّد ازدحام السيارات في الطرق ضوضاء على نطاق واسع من الترددات والذي بإمكانه أن يؤثّر على كل من البشر والحيوانات.

### التأثيرات السلبية
يعد التلوث الضوضائي أحد عوامل التدهور البيئي الذي يُتجاهل في كثير من الأحيان وينظر إليه عادة على أنه ليس ذو تأثير بارز، على الرغم من أن ضوضاء المرور بإمكانه أن يساهم في العديد من الاضطرابات في الحياة البرية. أُجري عدد متزايد من الدراسات حول تأثيرات الضوضاء على الحياة البرية، يمكن لكل من الأصوات التي تصدرها المحركات والرياح فوق هياكل المركبات المتحركة بالإضافة إلى الاهتزازات فوق الصوتية المنتقلة عبر الهواء والأرض من مرور المركبة أن تتداخل مع نطاقات التردد والإشارات التي تستخدمها الحيوانات للتواصل.
كشفت العديد من الدراسات أن الضوضاء يمكن أن يكون لها تأثير سلبي بشكل خاص على الطيور. يمكن أن تقطع الضوضاء الصادرة عن الطرق الرئيسية أو تتداخل مع نداءات الطيور المرنّمة، فتتعطل مكالماتها الغريزية المرتبطة بالتزاوج والاتصال والهجرة وغيرها من الغايات بسبب ضوضاء الطرق.
قد تؤدي تأثيرات الضوضاء أيضًا إلى تعديل سلوك بعض الأنواع مثل الطيور وسلوكها في التغذية. من الممكن أن تستغرق الطيور قدراً كبيراً من الوقت في استخدام المسح البصري للكشف عن الحيوانات المفترسة نتيجة حجب الإشارات السمعية وإشارات الإنذار من أنواع أخرى بالتلوث الضوضائي. قد يقلل تناقص الوقت المستغرق في التغذية من متوسط وزن جسم الطيور التي تعيش بالقرب من الطرق، الأمر الذي يؤثر بشكل مباشر على معدلات بقائها بطريقة سلبية.
قد تشكّل ضوضاء الطريق مصدر إزعاج إذا أثّرت على المراكز السكانية، بشكل خاص بالنسبة للطرق مجال السرعات العالية وبالقرب من التقاطعات وفي الطرق الصاعدة. يمكن توقع آثار صحية بسبب الضجيج في مثل هذه المواقع من أنظمة الطرق التي تستخدمها أعداد كبيرة من السيارات. توجد استراتيجيات «تخفيف الضوضاء» من خلال تقليل مستويات الصوت عند المستقبلات الحساسة القريبة. نشأت فكرة أن تصميم الطرق يمكن أن يتأثر باعتبارات الهندسة الصوتية لأول مرة حول عام 1973. يمكن لمطبات السرعة والتي تُنشر عادة في المناطق المبنية، أن تزيد من التلوث الضوضائي، هكذا هو الحال عند عبور السيارات الكبيرة الطريق بشكل خاص في الليل.

### التأثيرات الإيجابية
يمكن أن تؤدي الطرق الجديدة إلى تحويل حركة المرور عن المراكز السكانية وبالتالي تخفيف التلوث الضوضائي. تبشر خطة طرق جديدة يُخطط لها في شروبشاير بالمملكة المتحدة، بالحد من الضوضاء المرورية في وسط مدينة شروزبري.

## جهود تخفيف الضوضاء

### الوعي
يجب نشر الوعي بين السائقين وخاصة المسافرين منهم على طرق الغابات، بالحفاظ على حدود السرعة واليقظة. بدأت مجموعة الحفاظ على البيئة حملة توعية باسم (PATH) وهي اختصار لعبارة «عبور آمن للحيوانات على الطرق السريعة» لتغطّي ما يزيد عن 17000 كم في الهند بهدف تسليط الضوء على أهمية القيادة الآمنة على طرق الغابات.

### نفاذية الطرق
لا تهدف معابر الحياة البرية التي تسمح للحيوانات بعبور الحواجز التي يصنعها الإنسان بأمان، كالطرق مثلًا، إلى الحد فقط من القتل على الطرقات، وإنما نظريًا توفير الاتصال بين المواطن ومكافحة تجزئتها. قد تشمل معابر الحياة البرية الأنفاق والمعابر والجسور العلوية.

### إعادة التدوير
يمكن إعادة استخدام المواد التي أُزيلت من الطريق، في الإنشاء داخل نفس المشروع أو في مواقع أخرى. يمكن أيضًا استخدام المخلفات من الصناعات الأخرى في بناء الطرق. يعتبر رصيف الإسفلت من أكثر المواد المعاد تدويرها في الولايات المتحدة الأمريكية. تشير التقديرات أن ما يزيد عن 80% من رصيف الأسفلت المزال من الطرق، يُعاد استخدامه كزلط. يمكن خلطها في رصيف جديد أو استخدامها كقاعدة فرعية أو مواد تعبئة، وبالمثل، يمكن أن يكون الصلد الناتج عن هدم الطرق أو المباني مصدرًا ممتازًا للزلط. ومن الأمثلة الشائعة عن منتجات المخلفات المستخدمة في بناء الطرق، الرماد المتطاير من الفحم (يستخدم لجعل الزلط أقسى)، والبحص الأسفلتي والإطارات الممزقة (المستخدمة في رصف الإسفلت) والزجاج الأرضي وخبث المعدن المطحون (يستخدم كزلط).
في عام 2012، استخدمت مصانع الإسفلت في الولايات المتحدة الأمريكية ما يقدر بـ 68.3 مليون طن من رصيف الإسفلت المستصلحة و1.86 مليون طن من البحص الإسفلتي المعاد تدويره من الإسفلت وأكثر من مليون طن من المواد المعاد تدويرها لإنتاج إسفلت جديد.